# Lutherbuche (Altenstein)

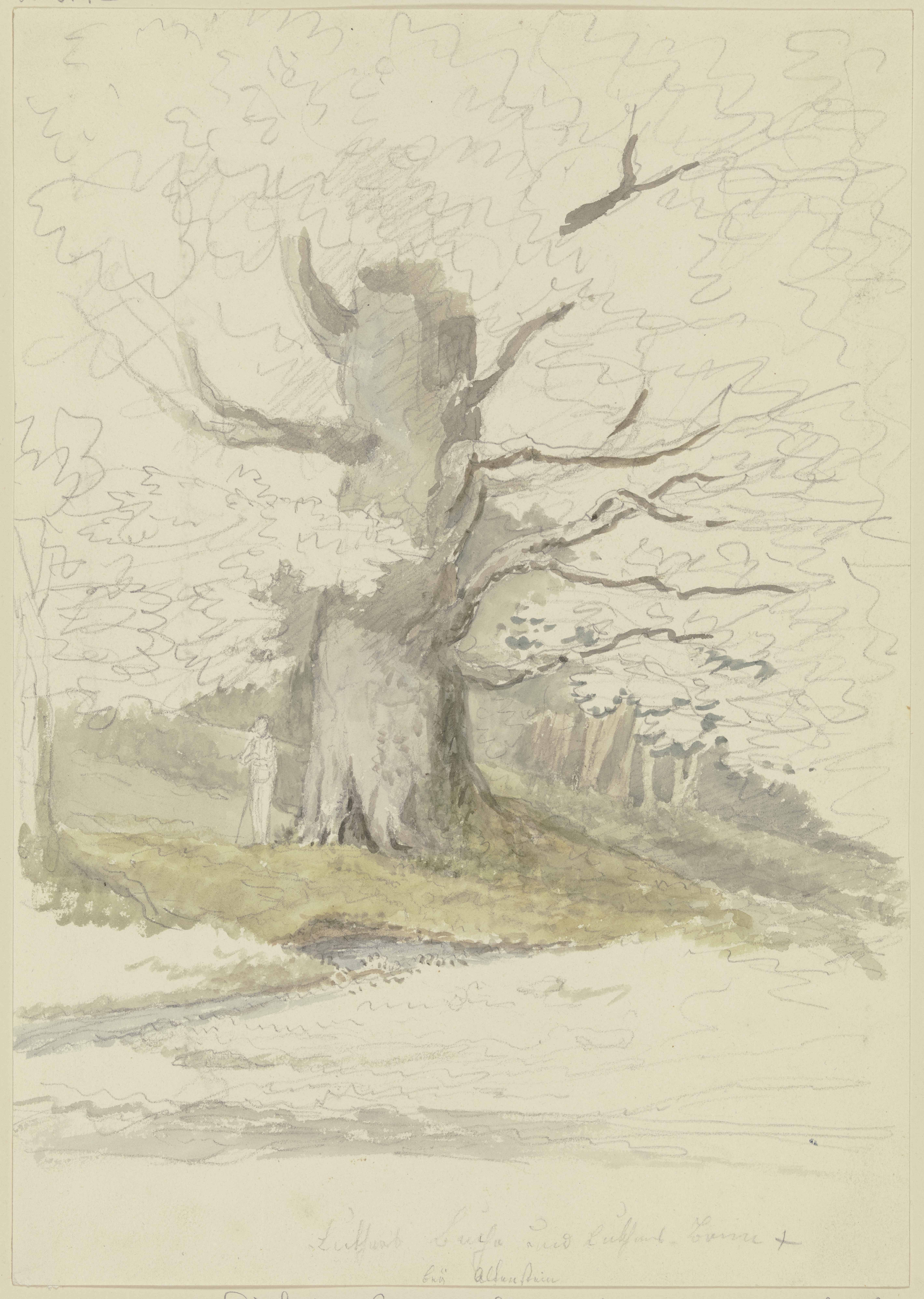
Die Lutherbuche. Aquarellierte Zeichnung von Georg Melchior Kraus, um 1775–1779

Die sogenannte Lutherbuche bei Altenstein, Thüringen, heute Ortsteil Steinbach der Stadt Bad Liebenstein, war eine Buche, die sowohl mit dem Leben Martin Luthers als auch mit dem Lutherkult des 19. Jahrhunderts in Verbindung steht. Luther soll an dieser Buche nach seinem Auftritt beim Wormser Reichstag 1521 entführt und in den Schutz der Wartburg gebracht worden sein. In der Folge wurde der Baum, besonders im 19. Jahrhundert, zu einem Ort der Luthermemoria. Das Holz der Buche, die 1841 einem Sturm zum Opfer fiel, wurde zu Lutherandenken verarbeitet und diese wie Reliquien verbreitet.
Als maßgebende Quellen zur Geschichte um die Lutherbuche bei Altenstein gelten die Arbeiten des damaligen Dorfpfarrers Johann Conrad Ortmann (eine Rede von 1841 und eine Monographie von 1844).

## Geschichte des Baumes

### Luthers Entführung nahe der Buche
Martin Luther wurde im Jahre 1521 von Kaiser Karl V. nach Worms berufen, um vor dem Reichstag seine ketzerischen Äußerungen zu widerrufen. Nach den Verhandlungen, die mit Luthers Widerrufsverweigerung endeten, trat er am 26. April 1521 die Heimreise an, unter Zusicherung von 21 Tagen freien Geleits. Bereits jetzt war eine Scheinentführung Luthers und seine Verbringung auf die Wartburg zum Schutz von Leib und Leben geplant, initiiert vom Kurfürsten Sachsens Friedrich dem Weisen, eine Aktion von höchster Geheimhaltung.
Die Entführung in der Nähe der späteren Lutherbuche von Altenstein wird in den Quellen des Dorfpfarrers Johann Conrad Ortmann aus dem 19. Jahrhundert genauer geschildert, wobei dieser versucht, die Authentizität des Entführungsortes und somit die Legitimation der Lutherbuche ausreichend zu belegen. Ortmann, der den Standort der Buche zwischen Altenstein, Steinbach und Bad Liebenstein markiert, gibt neben dem Datum des Aufenthalts Luthers, dem 4. Mai 1521, sogar eine Uhrzeit an; Luther reiste wohl „nachmittags zwischen 4 und 5 Uhr, durch dieses Thal oder diesen Grund, von Möhra über Schweina und Altenstein kommend“, an der Buche vorbei. Laut Ortmann spendete sie ihm Schatten und der nahe gelegene Brunnen gab ihm zu trinken. Die Entführung selbst schildert Ortmann hier eher unspektakulär. Der Schlosshauptmann der Wartburg, Hans von Berlepsch, und der Ritter Burkhard Hund von Altenstein überraschten Luther, wechselten seinen Mönchshabit gegen Zivilkleidung und brachten ihn sicher auf die Wartburg. Zur weiteren Verifizierung beruft sich Ortmann noch auf den Wortlaut Luthers aus seinen Briefen, in denen er sich auf die Gefangennahme bezieht: „Ego prope post arcem Altenstein captus sum“ – „Bald darauf wurde ich in der Nähe der Burg Altenstein gefangen genommen.“
Ortmanns Monographie über Möhra stellt in der Tat mehrere Varianten und Details der Entführungsgeschichte zur Verfügung. So geben seine Quellen noch Auskunft über weitere Ritter an der Seite der Entführer sowie Informationen zu Luthers Geleit. Jedoch besteht offenbar kein Konsens darüber, welcher Begleiter wann den Tross verließ beziehungsweise dazu stieß. Trotz der teilweisen Unstimmigkeiten bei der Rekonstruktion der „Zeugenaussagen“ sowie des Fehlens des letzten Beweises der unmittelbaren Beziehung Luthers zur Buche kann die grobe geographische Ortsbestimmung als verlässlich angesehen werden.

### Die Örtlichkeit in den folgenden Jahrhunderten

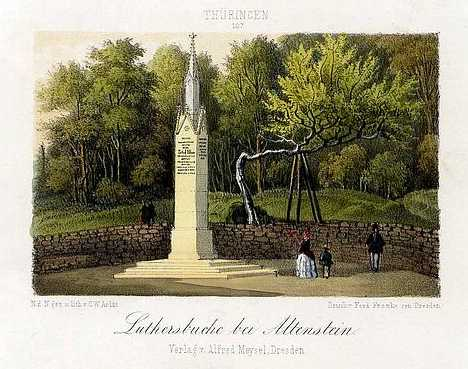
Lutherdenkmal von Steinbach, eingeweiht 1857.

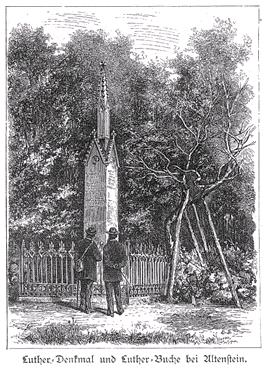
Lutherdenkmal bei Steinbach, historische Darstellung aus der "Luthernummer" der Illustrirten Zeitung, 1883.

Die Geschichte des Baumes setzt sich laut Johann Conrad Ortmann erst um das Jahr 1770 fort, als der Buche die Fällung durch den unwissenden Forstmann Schubart drohte, der die Wurzel bereits angeschlagen hatte; ein Steinbacher konnte das Unheil aber noch verhindern.
Trotz anderer Zeugnisse und Darstellungen zu Beginn des 19. Jahrhunderts und früher bewertet Ortmann den 18. August 1817 aber als eigentlich erstes großes Datum in der Geschichte der Gedenkstelle. Zu diesem Reformationsjubiläum wurde das Areal und die angrenzende Quelle um die Buche zum „Luthergrund“ umfunktioniert. Ortmann spricht von Feierlichkeiten mit tausenden Anwesenden. Eine zweite Feier wurde am 1. November desselben Jahres begangen.
Von einer weniger erfreulichen Begebenheit weiß der Pfarrer aus dem  Jahre 1825 zu berichten: die Buche stand in Flammen. Die Ursache war ungewiss und „wenn nun auch die Vermuthung, daß katholische Wallfahrer“ für den Brand verantwortlich gewesen sein sollen, im Raum stand, „so wird man diese feindselige Handlung gegen die Buche doch nie mit Gewißheit den katholischen Wallfahrern beilegen können“. Dennoch konnte die Buche erneut vor der Vernichtung gerettet werden und zwar von den Nachfahren des Mannes, der bereits 1770 die Fällung verhinderte. Als  Kontrast  dazu  berichtet  Ortmann  von  einer  weiteren Feierlichkeit, die am Fuße der Buche stattgefunden haben soll. So ist zum Jubiläum der Confessio Augustana am 26. Juni 1830 „unter einer Menge von 7000, 8000 Menschen“ auch die Lutherfamilie aus Möhra anwesend, um den Feiertag zu begehen.
Mit dem 18. Juli 1841 war letztendlich der „Schicksalstag“ der Lutherbuche gekommen. Es „zerbrach sie der furchtbare, orkanähnliche Sturm“ und ließ nichts stehen bis auf einen hohlen Stumpf. Ortmann führt des Weiteren eine zeitgleiche Sonnenfinsternis an; dieses gesamte apokalyptische Szenario ließ den einen oder anderen Steinbacher den „Fall der Buche sogar als Zeichen der schwachen Glaubenszeit […] deuten“. Von Trauer und Wehmut ist die Rede, aber nach kurzen Überlegungen wurde das gebrochene Holz bereits am 27. Juli in den nahe gelegenen Fabrikort Steinbach abtransportiert.
Da der Baum nun nicht mehr existierte und somit als Ort der Verehrung entfiel, ließ Bernhard II. von Sachsen-Meiningen an seiner Stelle ein Lutherdenkmals in Obeliskform errichten. Es wurde im Jahre 1857 eingeweiht.
Ein Ableger der Lutherbuche wurde 1873 auf dem Lübecker Domkirchhof anlässlich des 700-jährigen Bestehens des Doms gepflanzt, wo er sich bis heute zu einer großen Buche entwickelt hat. Eine 1983 neu gepflanzte Blutbuche erinnert an die hier zuvor vorhandene historische Lutherbuche von Altenstein.

## Die „Sachen“ aus dem Holz der Lutherbuche

### Verfahren, Gegenstände und Verbreitung
Bereits am 4. August 1841 konnte Johann Conrad Ortmann den weiteren Weg des Holzes aus der Lutherbuche vorhersehen, „so wie viele Freunde, […] als sie noch stande, ein Andenken von ihr, ein Blatt, einen Zweig oder einen Span mitnahmen und aufbewahrten“. Aus dem Holz wurden unter anderem „[…] Stöcke, Becher, Kelche, Nadelbüchsen, Salzgefäße, Dintenfässer, Serviettenbänder, Lineale, Strickfäßchen, Strickhöschen, Dosen, Damenkästchen etc“ gefertigt. Auch größere, massivere Gegenstände scheinen aus der Lutherbuche hergestellt worden zu sein; so findet man im „wohlbekannten Martinstift in Erfurt […] einen Altar von Lutherbuchenholz“ oder „manche hohe, edle und ehrenwerthe Frau näht und stickt an einem theuren Pult von diesem Holze“. Des Weiteren  lassen  sich  noch  einige  erhaltene  Objekte  nennen,  wie  Stühle, Altarleuchter, Kelche, Reliefständer und Statuetten.
So verschieden die Objekte sind, so weitläufig ist laut Ortmann auch deren Verbreitung „durch halb Europa“. Denn nicht nur in jede bedeutsame Stadt Norddeutschlands, sondern auch „nach England, Schweden, Dänemark, Ungarn, Holland, Preußen, Sachsen, Hessen, Braunschweig, Hannover, Mecklenburg, Baiern, Würtemberg, Nassau etc.“ fanden die Devotionalien ihren Weg. Inwieweit die Gegenstände zum einfachen Bürger gelangten, lässt sich schwer nachvollziehen. Ortmann spricht gerne über die prominenteren Besitzer der Objekte und ihre Zurschaustellung in „manchen königlichen und fürstlichen Prachtzimmern“, was sicherlich auch mit dem Entgelt der einzelnen Käufer, den „freundlichen Gaben“, zusammenhängt. Denn neben Sachgeschenken, wie Kupferstiche, Lutherbücher oder Prunkblätter, konnte der Dorfpfarrer mit den derzeitigen und den zu erwartenden Einnahmen durch das Restholz einen Gesamtwert von Gulden im dreistelligen Bereich für die Steinbacher Kirche kalkulieren. Die Nachfrage scheint demnach groß gewesen zu sein. Nicht nur Freunde Luthers und seiner Lehre begehrten ein Werkstück aus dem Lutherbuchenholz, sondern Johann Conrad Ortmann überliefert, „daß auch sogar einige Katholiken sich Andenken von der Lutherbuche erbeten und erhalten haben“.

### Devotionalien oder Reliquien?
Der Kritik, dass es sich bei der Praxis um die Steinbacher Lutherandenken um nichts anderes als den Verkauf von Reliquien, was im Protestantismus verboten sei, handelte, antwortete Johann Conrad Ortmann folgendermaßen: „Die Werkstücke aus dem Holz der Lutherbuche seien, anders als die katholischen Reliquie, nur zum Andenken an einen lieben Menschen gedacht und nicht um diese anzubeten, oder gar magische Wundertätigkeiten bei Berührung zu erwarten. Eine Statuette beispielsweise, solle nur an einen Sterblichen erinnern, der einst auf der Erde lebte, nicht aber als Heiliger oder Göttlicher verehrt werden sollte.“
Hier erscheint also „das Andenken […]“ als „die säkularisierte Reliquie“, die mit der protestantischen Lehre vereinbar ist.

## Verweise